# Urfin Dzjus i ego derevjannye soldaty
Urfin Dzjus i ego derevjannye soldaty (russisk: Урфин Джюс и его деревянные солдаты, da.: Urfin Dzjus og hans træsoldater) er en russisk animationsfilm fra 2017.

## Medvirkende
- Konstantin Khabenskij – Urfin Dzjus
- Jekaterina Gorokhovskaja – Ellie
- Sergej Sjnurov – Lan Pirot
- Dmitrij Djuzjev
- Andrej Ljovin – Totosjka